# Axwell
Axel Christofer Hedfors (Lund, Suecia; 18 de diciembre de 1977), conocido por su nombre artístico Axwell, es un DJ, remezclador y productor discográfico sueco. Forma parte de la agrupación de música electrónica Swedish House Mafia junto a Steve Angello y Sebastian Ingrosso, y del dúo Axwell Λ Ingrosso. En 2005 fundó la compañía discográfica Axtone Records.
Ha ganado dos veces los DJ Awards, y en 2010 ocupó el décimo puesto en la lista Top 100 DJs de DJ Mag, siendo esta su mejor ubicación en la lista.

## Biografía
Conocido por ser unos de los pocos DJ's de música dance que ha formado parte del top 10 en la lista de DJs y aun así mantiene su reconocimiento en el mundo underground de la música electrónica.
Entre sus éxitos más reconocidos se destacan «Feel the Vibe», «Watch the Sunrise», «What A Wonderful World» (junto a Bob Sinclar) «Tell Me Why» (colaboración con Steve Angello bajo el alías Supermode) y el éxito «I Found U» que llegó a ocupar el puesto # 6 en la lista de sencillos del Reino Unido.
El sencillo «Leave the World Behind» es una colaboración con sus compañeros de Swedish House Mafia, Steve Angello y Sebastian Ingrosso, el filipino Laidback Luke y la cantante canadiense Deborah Cox, esta prometedora producción fue uno de los grandes sencillos de música electrónica del 2009 y oficialmente el segundo sencillo de música dance mejor vendido en los Estados Unidos.
Durante el año 2010, Axwell experimento un crecimiento profesional fuera de serie y prueba de esto es el aumento de 4 posiciones para colocarse en la posición #10 de la DJ Mag en la encuesta del top 100 Dj’s. En el 2011, le tocó retroceder 2 escalones y posicionarse en la ubicación #12, en la encuesta realizada en 2012 descendió 11 escalones ocupando el puesto #23. En la encuesta realizada en 2013 subió 4 escalones hasta ubicarse en el #19. En la encuesta realizada en 2014 se posicionó en la ubicación #29 cayendo 10 lugares con respecto al año anterior. En 2015 apareció ya como Axwel Λ Ingrosso, en la ubicación #17 ascendiendo 12 escalones. Actualmente se encuentra en la ubicación #16 escalando una posición.
Su productora Axtone Records ha obtenido la reputación de ser una de las más demandadas en cuanto a sellos discográficos de música dance se refiere, teniendo bajo su responsabilidad el lanzamiento de producciones de respetada calidad provenientes de artistas como Dirty South, TV Rock, David Tort, Danny Freakazoid, Abel Ramos, Matt Caseli, Thomas Gold, Hard Rock Sofa, Arty, DubVision y muchos más.
En 2011, su remix de «Sweet Disposition» junto al australiano Dirty South realizada para la banda australiana The Temper Trap, fue nominado en los Premios Grammy en la categoría Mejor grabación remixada. Dos años después, vuelve a obtener una nominación en el mismo rubro por su versión de «In My Mind» de los productores australianos Ivan Gough y Feenixpawl.
Ha sido parte del cartel de WEDJ's en Opium (Barcelona) en Barcelona durante tres años seguidos, por el que también han pasado sus compañeros Steve Angello y Sebastian Ingrosso de Swedish House Mafia.
Después de la separación de Swedish House Mafia, formó otro proyecto musical con Sebastian Ingrosso llamado "Departures", el cual se estrena el 19 de junio de 2013 en una de las discotecas más prestigiosas del mundo "Ushuaia" donde Departures estará cada miércoles animando todavía más, las fiestas de la isla blanca. En 2015, tienen planeado lanzar un álbum de estudio bajo el alias Axwell Λ Ingrosso por el sello Def Jam Records, del cual ya se conocen los adelantos «We Come We Rave We Love» , «Can't Hold Us Down» «Something New» «On My Way» y «Sun is Shining».
El 24 de mayo de 2017, Axwell Λ Ingrosso lanzaron su segundo EP titulado More Than You Know después de lanzar su sencillo debut del EP, "Renegade", el 10 de mayo de 2017. El día del lanzamiento del EP, el dúo lanzó la primera canción del EP "More Than You Know" como décimo sencillo del grupo. Actualmente es la canción más exitosa a nivel comercial del dúo, obteniendo certificaciones en trece países. En julio, Axwell Λ Ingrosso se presentaron en Tomorrowland con su proyecto y también actuando por separado, encabezando este evento por tercer año consecutivo. El 8 de diciembre de 2017, el dúo lanzó su álbum de estudio debut More Than You Know. Incluye todos sus singles lanzados anteriormente, incluidos dos bonus tracks ("Barricade" de Axwell y "Dark River" de Sebastian Ingrosso), así como su nuevo single "Dreamer" con la voz de Trevor Guthrie. El álbum alcanzó el puesto número 12 en las listas de álbumes suecas.
En 2020, trabajó con Lady Gaga en su álbum Chromatica como coescritor y productor de los temas «Alice», «Free Woman» y «Sine from Above».

## Discografía

### Sencillos
2025:
- Axwell feat. CARMA - Until The Lights Go Out

2018:
- Axwell - Nobody Else
- Axwell Λ Ingrosso feat. RØMANS - Dancing alone

2017:
- Axwell Λ Ingrosso feat. Trevor Guthrie - Dreamer
- Axwell Λ Ingrosso - How Do You Feel Right Now
- Axwell Λ Ingrosso - Dawn
- Axwell Λ Ingrosso - More Than You Know
- Axwell Λ Ingrosso - Renegade
- Axwell Λ Ingrosso feat. Kid Ink - I Love You

2016:
- Axwell & Shapov - Belong
- Axwell Λ Ingrosso - Thinking About You
- Axwell Λ Ingrosso feat. Pharrell Williams - Dream Bigger (Extended Version)
- Axwell - Barricade

2015:
- Axwell - Waiting for so Long (Gloria)
- Axwell Λ Ingrosso - Dream Bigger (Instrumental Mix)
- Axwell Λ Ingrosso feat. Pusha T - This Time
- Axwell Λ Ingrosso - Sun Is Shining
- Axwell Λ Ingrosso - On My Way

2014:
- Axwell Λ Ingrosso - Something New
- Axwell Λ Ingrosso - Can't Hold Us Down
- Axwell & Sebastian Ingrosso - We Come, We Rave, We Love

2013:
- Sick Individuals & Axwell feat. Taylr Renee - I AM
- Axwell feat. Magnus Carlsson - Center of the Universe
- Axwell & Sebastian Ingrosso - ROAR (From Monsters University)

2011:
- Axwell - Heart is King

2010:
- Axwell feat. Errol Reid - Nothing but Love

2009:
- Axwell, Sebastian Ingrosso, Steve Angello & Laidback Luke feat. Deborah Cox - Leave the World Behind

2008:
- Axwell & Bob Sinclar feat. Ron Carroll - What a Wonderful World
- Axwell & Dirty South feat. Rudy - Open Your Heart

2007:
- Axwell - Submariner
- Axwell + Sebastian Ingrosso vs. Salem Al Fakir - It's True
- Axwell feat. Max'C  - I Found U
- Axwell, Sebastian Ingrosso, Steve Angello & Laidback Luke - Get Dumb

2005:
- Axwell feat. Steve Edwards - Watch the Sunrise
- Axwell & Sebastian Ingrosso feat. Michael Feiner - Together
- Axwell feat. Errol Reid & Tara McDonald - Feel the Vibe ('Til the Morning Comes)

2004:
- Axwell feat. Errol Reid - Feel the Vibe

2003:
- Axwell feat. Nevada Cato - Wait a Minute
- Axwell feat. Evelyn Thomas - High Energy

2002:
- Robbie Rivera & Axwell - Burning
- Axwell - Lead Guitar
- Axwell & Stonebridge - Black Pony (como Playmarker)

2000:
- Axwell -  Pull Over

1999:
- Axwell - Jazz Player
- Axwell - Funkboy

#### Formando parte deSwedish House Mafia
- 2022: Paradise Again (álbum)
- 2022: Redlight (con Sting)
- 2021: Moth to a Flame (con The Weeknd)
- 2021: Lifetime (con Ty Dolla $ign y 070 Shake)
- 2021: It Gets Better
- 2012: Don't you worry child (con John Martin)
- 2012: Greyhound
- 2011: Antidote (con Knife Party)
- 2011: Save The World (con John Martin)
- 2010: Miami 2 Ibiza (con Tinie Tempah)
- 2010: One (Your Name) (con Pharell)

### Como productor discográfico
| Año  | Canción                                      | Artista(s)          | Álbum                 |
| ---- | -------------------------------------------- | ------------------- | --------------------- |
| 2004 | "A Little Bit Crazy"                         | StoneBridge         | Can't Get Enough      |
| 2008 | "Rain On Me"                                 | Cyndi Lauper        | Bring Ya to the Brink |
| 2009 | "I Feel Love"                                | Jeanette Biedermann | Undress to the Beat   |
| 2009 | "Unification" (co-prod. con Bob Sinclar)     | Eric Carter         |                       |
| 2010 | "On And On"                                  | Flo Rida            | Only One Flo (Part 1) |
| 2011 | "Buy My Love"                                | Wynter Gordon       | With The Music I Die  |
| 2012 | "Numb" (prod. con Alesso, Angello, Ingrosso) | Usher               | Looking 4 Myself      |
| 2012 | "Euphoria" (prod. con Swedish House Mafia)   | Usher               | Looking 4 Myself      |
| 2012 | "Wild Ones"                                  | Flo Rida            | Wild Ones             |
| 2012 | "Let It Roll"                                | Flo Rida            | Wild Ones             |
| 2012 | "In My Mind (Part 2)"                        | Flo Rida            | Wild Ones             |
| 2020 | "Alice"                                      | Lady Gaga           | Chromatica            |
| 2020 | "Free Woman"                                 | Lady Gaga           | Chromatica            |
| 2020 | "Sine from Above" (con Elton John)           | Lady Gaga           | Chromatica            |

### Remezclas
Remixes Oficiales
- 2021: Jay Robinson – Free Again (Axwell Cut)
- 2019: Halsey – Graveyard (Axwell Remix)
- 2019: Jax Jones & Martin Solveig present Europa feat. Madison Beer – All Day and Night (Axwell Remix)
- 2019: Redfield – Don't Worry (Axwell Cut)
- 2017: Pauls Paris feat. Moses York – Make Your Mind Up (Axwell & NEW_ID Remode)
- 2016: Axwell & Shapov – Belong (Axwell & Years Remode)
- 2016: Sebastian Ingrosso – Dark River (Axwell Remode)
- 2016: Michael Feiner – Mantra (Axwell Cut)

- 2014: Hook N Sling ft. Karin Park – Tokyo By Night (Axwell Remix)
- 2014: Mutiny UK & Steve Mac feat. Nate James – Feel the Pressure (Never Let You Down) (Axwell & NEW_ID Remix)
- 2013: Discopolis – Falling (Committed to Sparkle Motion) (Axwell Radio Edit)

- 2012: Ivan Gough & Feenixpawl Ft. Georgi Kay – In My Mind (Axwell Mix)

- 2011: Michael Calfan – Resurrection (Axwell's Re-Cut Club Version)
- 2011: David Tort feat. Gosha – One Look (Axwell vs. Dimitri Vegas & Like Mike Remix)
- 2011: Hard Rock Sofa & St. Brothers – Blow Up (Thomas Gold vs. Axwell Remix)

- 2010: Axwell feat. Errol Reid – Nothing but Love (Axwell vs. Daddy's Groove Remix)
- 2010: Adrian Lux – Teenage Crime (Axwell Remix / Axwell Copenhagen Mix / Axwell & Henrik B Remode)
- 2010: Prok & Fitch ft. Nanchang Nancy – Walk With Me (Axwell vs. Daddy's Groove Remix)

- 2009: The Temper Trap – Sweet Disposition (Axwell & Dirty South Remix)
- 2009: TV Rock feat. Rudy – In the Air (Axwell Remix)

- 2008: Abel Ramos & Miss Melody – Rotterdam City of Love (Axwell Re-Edit)
- 2008: TV Rock feat. Rudy – Been A Long Time (Axwell Remode)
- 2008: Adele – Hometown Glory (Axwell Remix)
- 2008: Hard-Fi – I Shall Overcome (Axwell Remix)

- 2007: Dirty South feat. Rudy – Let it Go (Axwell Remix)
- 2007: Bob Sinclar – Feel for You (Axwell Remix)
- 2007: Faithless feat. Cass Fox – Music Matters (Axwell Remix)

- 2006: Paul Woolford – Erotic Discourse (Axwell Mix)
- 2006: Sunfreakz feat. Andrea Britton – Counting Down the Days (Axwell Remix)
- 2006: Madonna – Jump (Axwell Remix)
- 2006: Nelly Furtado – Promiscuous (Axwell Remix)
- 2006: Lorraine – Transatlantic Flight (Axwell Remix)
- 2006: Bob Sinclar feat. Steve Edwards – World Hold On (Axwell Remix)

- 2005: Pharrell – Angel (Axwell Remix)
- 2005: Deep Dish feat. Stevie Nicks – Dreams (Axwell Remix)
- 2005: Sugiurumn – Star Baby (Axwell Remix)
- 2005: Moby feat. Mylène Farmer – Slipping Away (Axwell Remix)
- 2005: Ernesto vs. Bastian feat. Susana – Dark Side of the Moon (Axwell & Sebastian Ingrosso Re-Mode)
- 2005: Hard-Fi – Hard to Beat (Axwell Remix)
- 2005: Roger Sánchez feat. GTO – Turn On the Music (Axwell Remix)
- 2005: Jerry Ropero & Dennis the Menace – Coração (Axwell Remix)
- 2005: C-Mos – 2 Million Ways (Axwell Remix)
- 2005: Average White Band – Lets Go Round Again (Axwell Remix)
- 2005: Rasmus Faber – Get Over Here (Axwell Remix)

- 2004: DJ Flex & Sandy W – Love 4 You (Axwell Remix)
- 2004: Usher – Burn (Axwell Remix)
- 2004: Eric Prydz – Slammin'  (Axwell Remix)

- 2003: Souledz – You Cant Hide Your Love (Axwell Remix)
- 2003: The Attic – Destiny (Axwell Remix)
- 2003: Clipse feat. Faith Evans – Mah I dont love her (Axwell Remix)

- 2002: Room 5 feat. Oliver Cheatham – Make Luv (Axwell Remix)
- 2002: Soulsearcher feat. Donna Allen – Feelin' Love (Axwell Remix)
- 2002: Afro Angel – Join Me Brother (Axwell Remix)
- 2002: Deli pres. Demetreus – BetterLove (Axwell Remix)
- 2002: Robbie Rivera – Burning (Axwell Remix)
- 2002: Méndez – No Criminal (Axwell Remix)
- 2002: Playmaker – BlackPony (Axwell Remix)
- 2002: L'Stelle – Let It Go (Axwell Remix)
- 2002: Michelle Wilson – Love Connection (Axwell Remix)
- 2002: Méndez – Adrenaline (Axwell Remix)
- 2002: Enamor – I Believe (Axwell Remix)

- 2001: MixMaster & Axwell – Summerbreeze (Axwell Remix)
- 2001: Waako – I Get Lifted (Axwell Remix)
- 2001: OceanSpirit – BourbonStreet (Axwell Remix)
- 2001: Méndez – Blanca! (Axwell Remix)
- 2001: MowRee – Luv Is Not To Win (Axwell Remix)
- 2001: LoveSelective – El Bimbo Latino (Axwell Remix)
- 2001: Murciélago – Los Americanos (Axwell Remix)
- 2001: MixMaster – Latin Session (Axwell Remix)
- 2001: Sahlene – House (Axwell Remix)
- 2001: EasyStreet feat. Nevada – Be With You (Axwell Remix)
- 2001: Bikini – Nite&Day (Axwell Remix)
- 2001: Cape – L.O.V.E (Axwell Remix)

- 2000: Lutricia McNeal – Sodapop (Axwell Remix)
- 2000: Stonebridge feat. DaYeene – I Like (Axwell Remix)
- 2000: Antiloop – Only U (Axwell Remix)
- 2000: Tin Pan Alley – My Love Has Got A Gun (Axwell Remix)
- 2000: Da Buzz – Let Me Love You (Axwell Remix)
- 2000: Juni Juliet – Back In My Arms (Axwell Remix)
- 2000: Elena Valente – Love Is (Axwell Remix)
- 2000: Domenicer – Dolce Marmelata (Axwell Remix)

Mixes No Autorizados
- 2006: Justin Timberlake vs Dark Mountain Group – SexyBack (A cappella) vs. Loose Control
- 2007: Arno Cost & Arias Vs. Robin S. – Show Me Magenta (Axwell & Eric Prydz Chariots Re-edit Mash Up)

## Ranking DJ Mag
| DJ     | 2006 | 2007 | 2008 | 2009 | 2010 | 2011 | 2012 | 2013 | 2014 |
| ------ | ---- | ---- | ---- | ---- | ---- | ---- | ---- | ---- | ---- |
| Axwell | 93°  | 33°  | 20°  | 14°  | 10°  | 12°  | 23°  | 19°  | 24   |

## Ranking 1001 Tracklist
| Productor | 2016 | 2017 | 2018 | 2019 |
| --------- | ---- | ---- | ---- | ---- |
| Axwell    | 2°   | 3°   | 3°   | 4°   |

## Alias

### Mambana:colaboraciones con Isabel Fructuoso
- 2001: No Reason
- 2003: Libre
- 2004: Felicidad
- 2004: Libre 2005 - The Remixes
- 2005: Felicidad 2005 - The Remixes

### Quazar
- 1995: CoMMANDER
- 1995: Stars on Earth
- 1995: When we Rise
- 1996: At the Morgue
- 1996: Hybrid Song (Funky Stars)
- 1997: Dubbeldist
- 1997: Pure Instinct

### OXL
- 1995: Tranquility
- 1996: Output
- 1997: Pulze
- 2001: Pump

### Otros alias
- 2002: So Right [ como Jetlag (con Patrick's Imagination) ]
- 2003: Heart Of Mine [ como Mahogany People ]
- 2003: Get Naked [ como Starbeach ]
- 2006: Tell Me Why [ como Supermode (con Steve Angello) ]
- 2006: 123 [ como AxEr (con Eric Prydz) ]
- 2006: 321 [ como AxEr (con Eric Prydz) ]